# Fluorid zinečnatý
Fluorid zinečnatý je anorganická sloučenina se vzorcem ZnF2 je sloučenina kyseliny fluorovodíkové a zinku. Na rozdíl od sloučenin zinku s jinými halogeny – ZnCl2, ZnBr2 a ZnI2 – je poměrně málo rozpustný ve vodě.

## Výroba
Existuje mnoho možností, jak fluorid zinečnatý připravit. Průmyslově se používá reakce plynného fluoru s kovovým zinkem; či reakce kyseliny fluorovodíkové se zinkem.
| F2 → ZnF2 | \| \| \| \| \| \| \| \| |  |
|           |                         |  |
|           |                         |  |

| 2HF + Zn → H2 + ZnF2 | \| \| \| \| \| \| \| \| |  |
|                      |                         |  |
|                      |                         |  |

Při reakci s horkou vodou může vznikat hydroxyfluorid zinečnatý Zn(OH)F.